# Музей Пікассо (Париж)

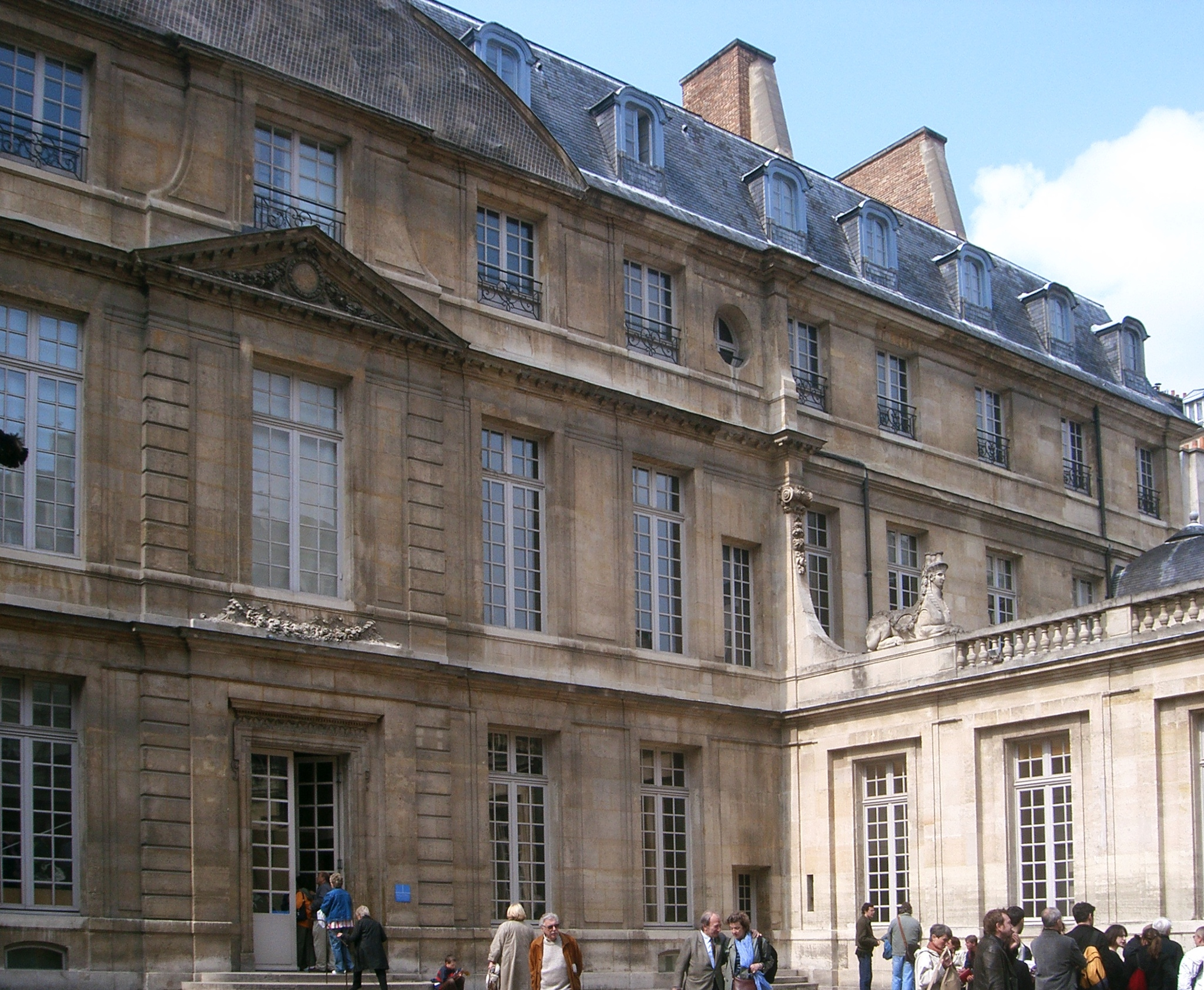
Арх. Жак Буйє, Отель Сале Музей Пікассо

Музей Пікассо Отель Сале — музей Пікассо у Парижі, присвячений його творчості.

## Історія створення
За життя скандально відомого художника уряд Франції ставився до нього напружено й недовірливо. Бунтівний Пікассо навіть відмовився від Ордена почесного легіону, яким його нагородили … Багато років уряд не купував його картин. Пікассо не дуже страждав, бо його картини добре купували багатії інших країн. Ось чому більшість картин блакитного чи рожевого періодів взагалі краще дивитись за кордонами Франції, а низка шедеврів ранішніх періодів («Життя», «Дівчинка на кулі», «Родина з Солтінбанку») осіла в інших музеях світу.
Зміни прийшли наприкінці життя майстра й після його смерті в 1973 р. Уряд зажадав мати колекцію картин художника. За законом, спадкоємці мають сплатити податок у 25 відсотків вартості спадку. Оцінили спадок у 250 мільйонів. Спадкоємці домовились з юристами про сплату не грошима, а картинами після їхньої оцінки. Так виникла ця колекція, куди потрапило і декілька картин інших майстрів зі збірки самого Пікассо.

## Отель Сале
Французькій державі перейшов у спадок величний палац у Парижі, відомий як Отель Сале. Його побудував магнат Обер де Фонтене, який збирав (і здирав) податки на сіль. В перекладі будівля і називається «соляний палац». Пихатий де Фонтене не задовольнився пересічним архітектором і замову зробив Жаку Буйє де Блуа, що стажувався у самого Соломона де Броса, будівничого Люксембурзького палацу королеви Марії Медічі. Архітектор Буйє, талановитий не менше де Броса, відомий автор королівського замку 17 століття Шеверні.Отель Сале вийшов не гірше королівського замку, будівництво тривало у 1655—1659 рр.
Потім тут по черзі було посольство Венеції (1668—1688), архів французької революції, навіть Школа ужиткового мистецтва. У 1985 р. Отель Сале і віддали під новостворений музей Пікассо в Парижі.

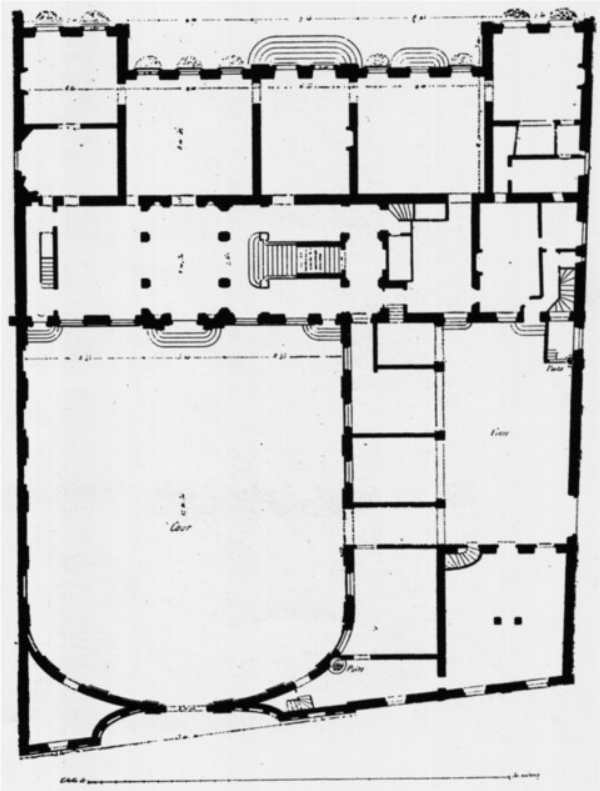
арх. Жак Буйє де Блуа. Поземний план палацу Сале, Париж, бл. 1656 р.
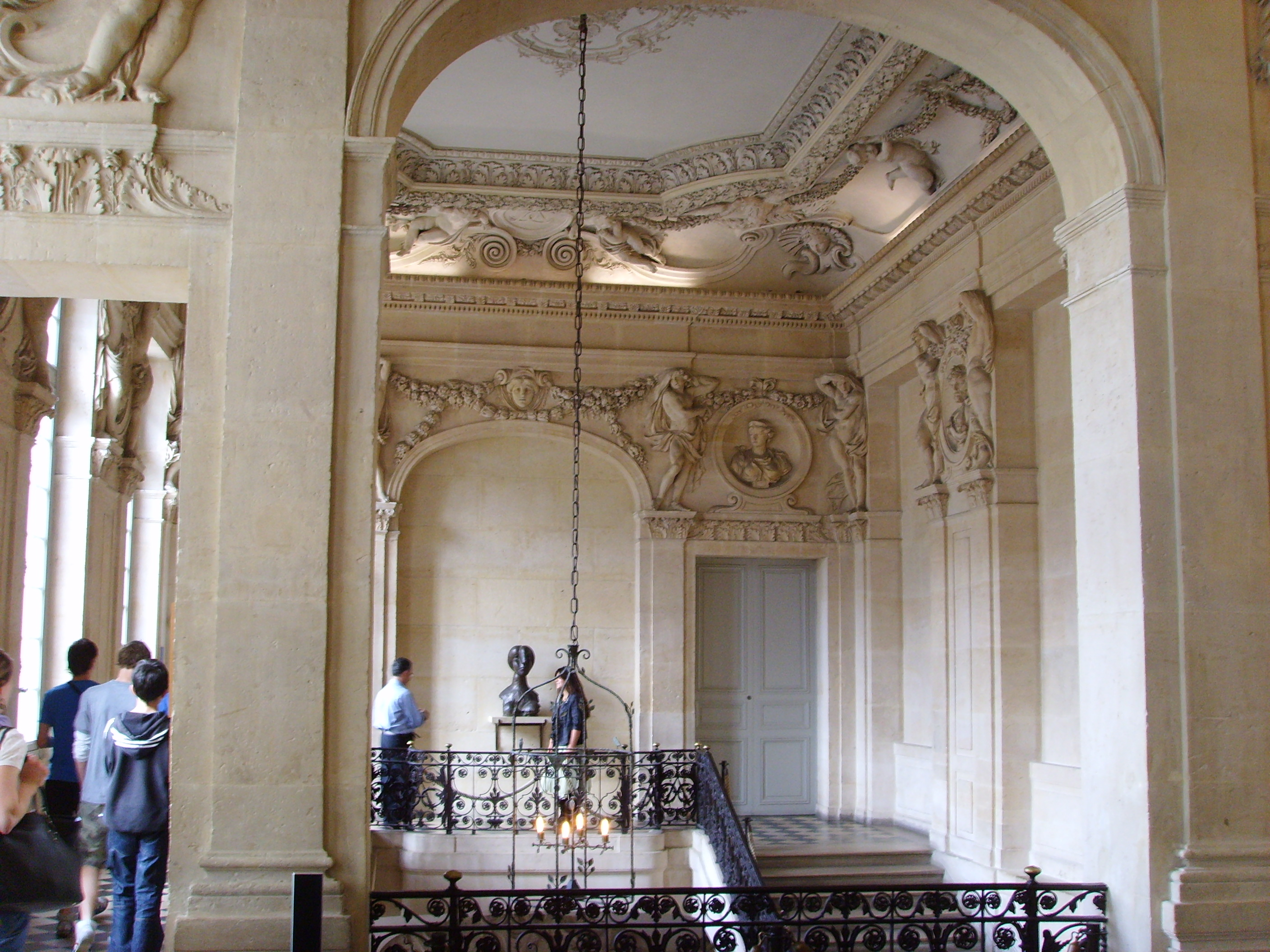
Палац Сале = Музей Пікассо, Париж, параді сходи

## Музей Пікассо (Отель Сале) в Парижі

Портрет Франсуази Жільо роботи Пабло Пікассо, 20 травня 1946 року

Отель Сале розташований в старовинному кварталі Маре. Поряд відома будівля Центру Жоржа Помпіду. Експозійна площа будівлі — близько 3 000 м². Станом на 1986 рік тут налічували 228 картин, 158 скульптур, 3 000 естампів і малюнків Пікассо, а також декілька картин Дега, Сезанна, Матісса, Дерена, Руссо. Зараз колекції трохи зросли. Серед них — рукописи Пікассо, зразки його театрально-декораційного мистецтва (сценографія) до балетів Дягілева, відома кераміка.
В збірці музею — автопортрет 1901 р. і відомий портрет пензля Пікассо «Челестина» блакитного періоду, «Портрет Ольги Хохлової», росіянки в еміграції і єдиної офіційної дружини Пікассо попри дюжини дружин громадянських, неофіційних. В збірці музею — скульптури Пікассо, які він рідко продавав за життя.
Окремим музеєм могла би стати збірка малюнків і графіки Пікассо. Адже відомо, що в графіці він виявив себе більш повно і став велетенською фігурою в графіці 20 століття не менше, ніж у живопису.
Деякі відділи музею Пікассо:
- галерея картин
- Бібліотека і кабінет естампів
- архів Пікассо
- запасники
- критий двір зі скульптурами

7 червня 2009 року було виявлено, що в Музеї щойно було скоєно крадіжку — невідомі викрали альбом Пабло Пікассо з 32 ескізами, приблизна вартість яких становить 11 млн доларів, за фактом крадіжки було розпочато слідство спецпідрозділу МВС Франції. У серпні 2009 року започатковано масштабні реставраційні роботи, що триватимуть принаймні рік.

## Виноски
1. ↑  archINFORM — 1994.
2. ↑  http://www.telerama.fr/scenes/musee-picasso-mais-qui-fait-quoi-dans-cet-embrouillamini,112150.php
3. ↑  Міністерство культури Франції Fréquentation des Musées de France — Міністерство культури Франції.
4. ↑  Боровський Олег Пікассо, який «погано лежить». Зловмисники прихопили із музею блокнот генія з малюнками на 11 млн доларів [Архівовано 19 січня 2012 у Wayback Machine.] // «Україна Молода» № 103 за 11 червня 2009 року